# Höchst (Austria)
Höchst è un comune austriaco di 7 849 abitanti nel distretto di Bregenz, nel Vorarlberg. Nel 1938 era stato soppresso ed accorpato agli altri comuni soppressi di Fußach e Gaißau per costituire il nuovo comune di Rheinau, ma nel 1945 i tre comuni riacquistarono la loro autonomia amministrativa.